# Liverpool Football Club 2023-2024
Questa voce raccoglie le informazioni riguardanti il Liverpool Football Club nelle competizioni ufficiali della stagione 2023-2024.

## Maglie e sponsor
Lo sponsor tecnico è Nike, mentre lo sponsor ufficiale è Standard Chartered.
|  | Casa | Trasferta | Terza Divisa |

## Rosa
Rosa, numerazione e ruoli, tratti dal sito ufficiale, aggiornati al 28 febbraio 2024.
| N. |                        | Ruolo | Calciatore                 |
| -- | ---------------------- | ----- | -------------------------- |
| 1  | Brasile (bandiera)     | P     | Alisson Becker             |
| 2  | Inghilterra (bandiera) | D     | Joe Gomez                  |
| 3  | Giappone (bandiera)    | C     | Wataru Endō                |
| 4  | Paesi Bassi (bandiera) | D     | Virgil van Dijk (capitano) |
| 5  | Francia (bandiera)     | D     | Ibrahima Konaté            |
| 6  | Spagna (bandiera)      | C     | Thiago Alcántara           |
| 7  | Colombia (bandiera)    | A     | Luis Díaz                  |
| 8  | Ungheria (bandiera)    | C     | Dominik Szoboszlai         |
| 9  | Uruguay (bandiera)     | A     | Darwin Núñez               |
| 10 | Argentina (bandiera)   | C     | Alexis Mac Allister        |
| 11 | Egitto (bandiera)      | A     | Mohamed Salah              |
| 13 | Spagna (bandiera)      | P     | Adrián                     |
| 17 | Inghilterra (bandiera) | C     | Curtis Jones               |
| 18 | Paesi Bassi (bandiera) | A     | Cody Gakpo                 |
| 19 | Inghilterra (bandiera) | C     | Harvey Elliott             |
| 20 | Portogallo (bandiera)  | A     | Diogo Jota                 |
| 21 | Grecia (bandiera)      | D     | Kōstas Tsimikas            |
| 26 | Scozia (bandiera)      | D     | Andrew Robertson           |

| N. |                             | Ruolo | Calciatore                             |
| -- | --------------------------- | ----- | -------------------------------------- |
| 32 | Camerun (bandiera)          | D     | Joël Matip                             |
| 38 | Paesi Bassi (bandiera)      | C     | Ryan Gravenberch                       |
| 42 | Inghilterra (bandiera)      | C     | Bobby Clark                            |
| 43 | Spagna (bandiera)           | C     | Stefan Bajčetić                        |
| 44 | Inghilterra (bandiera)      | D     | Luke Chambers                          |
| 47 | Inghilterra (bandiera)      | D     | Nathaniel Phillips                     |
| 48 | Inghilterra (bandiera)      | D     | Calum Scanlon                          |
| 49 | Inghilterra (bandiera)      | A     | Kaide Gordon                           |
| 53 | Inghilterra (bandiera)      | C     | James McConnell                        |
| 62 | Irlanda (bandiera)          | P     | Caoimhín Kelleher                      |
| 63 | Galles (bandiera)           | D     | Owen Beck                              |
| 66 | Inghilterra (bandiera)      | D     | Trent Alexander-Arnold (vice capitano) |
| 67 | Galles (bandiera)           | C     | Lewis Koumas                           |
| 76 | Inghilterra (bandiera)      | A     | Jayden Danns                           |
| 78 | Inghilterra (bandiera)      | D     | Jarell Quansah                         |
| 84 | Irlanda del Nord (bandiera) | D     | Conor Bradley                          |
| 98 | Inghilterra (bandiera)      | A     | Trey Nyoni                             |

## Calciomercato

### Sessione estiva
| Acquisti         | Acquisti            | Acquisti      | Acquisti                  |
| R.               | Nome                | da            | Modalità                  |
| ---------------- | ------------------- | ------------- | ------------------------- |
| C                | Alexis Mac Allister | Brighton      | definitivo (42 milioni €) |
| C                | Dominik Szoboszlai  | RB Lipsia     | definitivo (70 milioni €) |
| C                | Wataru Endō         | Stuttgart     | definitivo (16 milioni €) |
| C                | Ryan Gravenberch    | Bayern Monaco | definitivo (40 milioni €) |
| Altre operazioni |                     |               |                           |
| R.               | Nome                | da            | Modalità                  |
| D                | Calvin Ramsay       | Preston N.E.  | fine prestito             |
| D                | Sepp van den Berg   | Schalke 04    | fine prestito             |

| Cessioni         | Cessioni                | Cessioni     | Cessioni                    |
| R.               | Nome                    | a            | Modalità                    |
| ---------------- | ----------------------- | ------------ | --------------------------- |
| C                | Fabinho                 | Al-Ittihad   | definitivo (46,7 milioni €) |
| C                | Jordan Henderson        | Al-Ettifaq   | definitivo (14 milioni €)   |
| C                | Naby Keïta              | Werder Brema | svincolato                  |
| C                | James Milner            | Brighton     | svincolato                  |
| C                | Arthur Melo             | Juventus     | fine prestito               |
| C                | Alex Oxlade-Chamberlain | Beşiktaş     | svincolato                  |
| A                | Roberto Firmino         | Al-Ahli      | svincolato                  |
| Altre operazioni |                         |              |                             |
| R.               | Nome                    | da           | Modalità                    |
| D                | Rhys Williams           | Aberdeen     | prestito                    |
| D                | Calvin Ramsay           | Preston N.E. | prestito                    |
| A                | Fábio Carvalho          | RB Lipsia    | prestito                    |

### Sessione invernale
| Acquisti         | Acquisti           | Acquisti         | Acquisti         |
| R.               | Nome               | da               | Modalità         |
| Altre operazioni | Altre operazioni   | Altre operazioni | Altre operazioni |
| R.               | Nome               | da               | Modalità         |
| ---------------- | ------------------ | ---------------- | ---------------- |
| A                | Fábio Carvalho     | RB Lipsia        | fine prestito    |
| D                | Calvin Ramsay      | Preston N.E.     | fine prestito    |
| D                | Rhys Williams      | Aberdeen         | fine prestito    |
| D                | Nathaniel Phillips | Celtic           | fine prestito    |

| Cessioni         | Cessioni           | Cessioni         | Cessioni         |
| R.               | Nome               | a                | Modalità         |
| Altre operazioni | Altre operazioni   | Altre operazioni | Altre operazioni |
| R.               | Nome               | da               | Modalità         |
| ---------------- | ------------------ | ---------------- | ---------------- |
| A                | Fábio Carvalho     | Hull City        | prestito         |
| D                | Luke Chambers      | Wigan            | prestito         |
| D                | Rhys Williams      | Port Vale        | prestito         |
| D                | Calvin Ramsay      | Bolton           | prestito         |
| D                | Owen Beck          | Dundee           | prestito         |
| D                | Nathaniel Phillips | Cardiff City     | prestito         |

## Risultati

### Premier League

#### Girone di andata
| Arbitro: | Taylor |

|            |           |          |
| Disasi 37’ | Marcatori | 18’ Díaz |

| Arbitro: | Bramall |

|                             |           |            |
| Díaz 28’ Salah 36’ Jota 62’ | Marcatori | 3’ Semenyo |

| Arbitro: | Brooks |

|            |           |                  |
| Gordon 25’ | Marcatori | 81’, 90+3’ Núñez |

| Arbitro: | Hooper |

|                                         |           |  |
| Szoboszlai 3’ Cash 22’ (aut.) Salah 55’ | Marcatori |  |

| Arbitro: | Oliver |

|          |           |                                            |
| Hwang 7’ | Marcatori | 55’ Gakpo 85’ Robertson 90+1’ (aut.) Bueno |

| Arbitro: | Kavanagh |

|                                     |           |           |
| Salah 16’ (rig.) Núñez 60’ Jota 85’ | Marcatori | 42’ Bowen |

| Arbitro: | Hooper |

|                            |           |             |
| Son 36’ Matip 90+6’ (aut.) | Marcatori | 45+4’ Gakpo |

| Arbitro: | Taylor |

|                      |           |                         |
| Adingra 20’ Dunk 78’ | Marcatori | 40’, 45+1’ (rig.) Salah |

| Arbitro: | Pawson |

|                         |           |  |
| Salah 75’ (rig.), 90+7’ | Marcatori |  |

| Arbitro: | Kavanagh |

|                              |           |  |
| Jota 31’ Núñez 35’ Salah 77’ | Marcatori |  |

| Arbitro: | A. Madley |

|           |           |            |
| Chong 80’ | Marcatori | 90+5’ Díaz |

| Arbitro: | Tierney |

|                         |           |  |
| Salah 39’, 62’ Jota 74’ | Marcatori |  |

| Arbitro: | Kavanagh |

|             |           |                      |
| Haaland 27’ | Marcatori | 80’ Alexander-Arnold |

| Arbitro: | Attwell |

|                                                                |           |                                |
| Leno 20’ (aut.) Mac Allister 38’ Endō 87’ Alexander-Arnold 88’ | Marcatori | 24’ Wilson 45+3’ Tete 80’ Reid |

| Arbitro: | Hooper |

|  |           |                               |
|  | Marcatori | 37’ Van Dijk 90+4’ Szoboszlai |

| Arbitro: | Madley |

|                   |           |                         |
| Mateta 57’ (rig.) | Marcatori | 76’ Salah 90+1’ Elliott |

| Liverpool 17 dicembre 2023, ore 16:30 WET 17ª giornata | Liverpool | 0 – 0 referto | Manchester Utd | Anfield (57 158 spett.)\| Arbitro: \| Oliver \| |
| Arbitro:                                               | Oliver    |               |                |                                                 |

| Arbitro: | Kavanagh |

|           |           |            |
| Salah 29’ | Marcatori | 4’ Gabriel |

| Arbitro: | Tierney |

|  |           |                   |
|  | Marcatori | 6’ Núñez 90’ Jota |

#### Girone di ritorno
| Arbitro: | Taylor |

|                                           |           |                     |
| Salah 49’, 86’ (rig.) Jones 74’ Gakpo 78’ | Marcatori | 54’ Isak 81’ Botman |

| Arbitro: | A. Madley |

|  |           |                                |
|  | Marcatori | 49’, 90+3’ Núñez 71’, 80’ Jota |

| Arbitro: | Tierney |

|                                                 |           |            |
| Jota 23’ Bradley 39’ Szoboszlai 65’ L. Díaz 79’ | Marcatori | 71’ Nkunku |

| Arbitro: | Taylor |

|                                        |           |                      |
| Saka 14’ Martinelli 67’ Trossard 90+2’ | Marcatori | 45+3’ (aut.) Gabriel |

| Arbitro: | Robinson |

|                                |           |               |
| Jota 31’ L. Díaz 52’ Núñez 79’ | Marcatori | 45’ D. O'Shea |

| Arbitro: | Oliver |

|           |           |                                                |
| Toney 75’ | Marcatori | 35’ Núñez 55’ Mac Allister 68’ Salah 86’ Gakpo |

| Arbitro: | A. Madley |

|                                                |           |            |
| Van Dijk 56’ Gakpo 58’ L. Díaz 71’ Elliott 90’ | Marcatori | 12’ Ogbene |

| Arbitro: | Tierney |

|  |           |             |
|  | Marcatori | 90+9’ Núñez |

| Arbitro: | Oliver |

|                         |           |            |
| Mac Allister 50’ (rig.) | Marcatori | 23’ Stones |

| Arbitro: | A. Madley |

|                                   |           |  |
| Branthwaite 27’ Calvert-Lewin 58’ | Marcatori |  |

| Arbitro: | Coote |

|                       |           |            |
| L. Díaz 27’ Salah 65’ | Marcatori | 2’ Welbeck |

| Arbitro: | Attwell |

|                                      |           |                    |
| Núñez 17’ Mac Allister 76’ Gakpo 90’ | Marcatori | 58’ (aut.) Bradley |

| Arbitro: | Taylor |

|                          |           |                              |
| Fernandes 50’ Mainoo 67’ | Marcatori | 23’ L. Díaz 84’ (rig.) Salah |

| Arbitro: | Kavanagh |

|  |           |         |
|  | Marcatori | 14’ Eze |

| Arbitro: | Pawson |

|                |           |                                               |
| Castagne 45+2’ | Marcatori | 32’ Alexander-Arnold 53’ Gravenberch 72’ Jota |

| Arbitro: | Taylor |

|                       |           |                                 |
| Bowen 43’ Antonio 77’ | Marcatori | 48’ Robertson 65’ (aut.) Areola |

| Arbitro: | Tierney |

|                                               |           |                         |
| Salah 16’ Robertson 45’ Gakpo 50’ Elliott 59’ | Marcatori | 72’ Richarlison 77’ Son |

| Arbitro: | Hooper |

|                              |           |                                             |
| Tielemans 12’ Durán 85’, 88’ | Marcatori | 2’ (aut.) E. Martínez 23’ Gakpo 48’ Quansah |

| Arbitro: | Kavanagh |

|                              |           |  |
| Mac Allister 34’ Quansah 40’ | Marcatori |  |

### FA Cup
| Arbitro: | Brooks |

|  |           |                                 |
|  | Marcatori | 80’ (aut.) Kiwior 90+5’ L. Díaz |

| Arbitro: | Barrott |

|                                                                |           |                            |
| C. Jones 16’ Núñez 28’ Jota 53’ Van Dijk 63’ Gravenberch 90+5’ | Marcatori | 22’ Gibson 69’ Borja Sainz |

| Arbitro: | Pawson |

|                           |           |  |
| Koumas 44’ Danns 73’, 88’ | Marcatori |  |

| Arbitro: | Brooks |

|                                                      |           |                                           |
| McTominay 10’ Antony 87’ Rashford 112’ Diallo 120+1’ | Marcatori | 44’ Mac Allister 45+2’ Salah 105’ Elliott |

### League Cup
| Arbitro: | Robinson |

|                                   |           |            |
| Gakpo 48’ Szoboszlai 70’ Jota 89’ | Marcatori | 3’ McAteer |

| Arbitro: | Brooks |

|                 |           |                     |
| J. Kluivert 64’ | Marcatori | 31’ Gakpo 70’ Núñez |

| Arbitro: | Robinson |

|                                                   |           |           |
| Szoboszlai 28’ Jones 56’, 84’ Gakpo 71’ Salah 82’ | Marcatori | 77’ Bowen |

| Arbitro: | Coote |

|                        |           |             |
| C. Jones 68’ Gakpo 71’ | Marcatori | 19’ Willian |

| Arbitro: | Hooper |

|          |           |             |
| Diop 77’ | Marcatori | 11’ L. Díaz |

| Arbitro: | Kavanagh |

|  |           |               |
|  | Marcatori | 118’ Van Dijk |

### UEFA Europa League

#### Fase a gironi
| Arbitro: | Di Bello |

|             |           |                                     |
| Flecker 14’ | Marcatori | 56’ (rig.) Núñez 63’ Díaz 88’ Salah |

| Arbitro: | Krogh |

|                            |           |  |
| Gravenberch 44’ Jota 90+2’ | Marcatori |  |

| Arbitro: | Obrenovič |

|                                                        |           |              |
| Jota 9’ Endō 30’ Núñez 34’ Gravenberch 65’ Salah 90+3’ | Marcatori | 16’ Dallinga |

| Arbitro: | Kabakov |

|                                   |           |                              |
| Dønnum 36’ Dallinga 58’ Magri 76’ | Marcatori | 74’ (aut.) Cásseres 89’ Jota |

| Arbitro: | Schnyder |

|                                            |           |  |
| Díaz 12’ Gakpo 15’, 90+2’ Salah 51’ (rig.) | Marcatori |  |

| Arbitro: | Grinfeld |

|                        |           |             |
| Amoura 32’ Puertas 43’ | Marcatori | 40’ Quansah |

#### Fase a eliminazione diretta
| Arbitro: | Sánchez Martínez |

|                    |           |                                                                      |
| Bradley 46’ (aut.) | Marcatori | 6’ (rig.) Mac Allister 25’, 45+3’ Núñez 53’ L. Díaz 90+4’ Szoboszlai |

| Arbitro: | Soares Dias |

|                                                           |           |                 |
| Núñez 7’ Clark 8’ Salah 10’ Gakpo 14’, 55’ Szoboszlai 48’ | Marcatori | 42’ Birmančević |

| Arbitro: | Umut Meler |

|  |           |                               |
|  | Marcatori | 38’, 60’ Scamacca 83’ Pašalić |

| Arbitro: | Letexier |

|  |           |                 |
|  | Marcatori | 7’ (rig.) Salah |

## Statistiche finali

### Statistiche di squadra
| Competizione   | Punti | In casa | In casa | In casa | In casa | In casa | In casa | In trasferta | In trasferta | In trasferta | In trasferta | In trasferta | In trasferta | Totale | Totale | Totale | Totale | Totale | Totale | DR  |
| Competizione   | Punti | G       | V       | N       | P       | Gf      | Gs      | G            | V            | N            | P            | Gf           | Gs           | G      | V      | N      | P      | Gf     | Gs     | DR  |
| -------------- | ----- | ------- | ------- | ------- | ------- | ------- | ------- | ------------ | ------------ | ------------ | ------------ | ------------ | ------------ | ------ | ------ | ------ | ------ | ------ | ------ | --- |
| Premier League | 82    | 19      | 15      | 3       | 1       | 49      | 17      | 19           | 9            | 7            | 3            | 37           | 24           | 38     | 24     | 10     | 4      | 86     | 41     | +45 |
| FA Cup         | -     | 2       | 2       | 0       | 0       | 8       | 2       | 2            | 1            | 0            | 1            | 5            | 4            | 4      | 3      | 0      | 1      | 13     | 6      | +7  |
| League Cup     | -     | 3       | 3       | 0       | 0       | 10      | 3       | 2            | 1            | 1            | 0            | 3            | 2            | 5      | 4      | 1      | 0      | 13     | 5      | +8  |
| Europa League  | 12    | 5       | 4       | 0       | 1       | 17      | 5       | 4            | 2            | 0            | 2            | 11           | 7            | 10     | 7      | 0      | 3      | 29     | 12     | +17 |
| Totale         | -     | 29      | 24      | 3       | 2       | 84      | 27      | 27           | 14           | 7            | 6            | 56           | 36           | 56     | 38     | 10     | 8      | 141    | 64     | +77 |

### Andamento in campionato
| Giornata  | 1  | 2 | 3 | 4 | 5 | 6 | 7 | 8 | 9 | 10 | 11 | 12 | 13 | 14 | 15 | 16 | 17 | 18 | 19 | 20 | 21 | 22 | 23 | 24 | 25 | 26 | 27 | 28 | 29 | 30 | 31 | 32 | 33 | 34 | 35 | 36 | 37 | 38 |
| --------- | -- | - | - | - | - | - | - | - | - | -- | -- | -- | -- | -- | -- | -- | -- | -- | -- | -- | -- | -- | -- | -- | -- | -- | -- | -- | -- | -- | -- | -- | -- | -- | -- | -- | -- | -- |
| Luogo     | T  | C | T | C | T | C | T | T | C | C  | T  | C  | T  | C  | T  | T  | C  | C  | T  | C  | T  | C  | T  | C  | T  | C  | T  | C  | T  | C  | C  | T  | C  | T  | T  | C  | T  | C  |
| Risultato | N  | V | V | V | V | V | P | N | V | V  | N  | V  | N  | V  | V  | V  | N  | N  | V  | V  | V  | V  | P  | V  | V  | V  | V  | N  | P  | V  | V  | N  | P  | V  | N  | V  | N  | V  |
| Posizione | 10 | 5 | 4 | 2 | 3 | 2 | 4 | 4 | 4 | 4  | 3  | 2  | 3  | 2  | 2  | 1  | 2  | 2  | 1  | 1  | 1  | 1  | 1  | 1  | 1  | 1  | 1  | 2  | 3  | 1  | 1  | 2  | 3  | 2  | 3  | 3  | 3  | 3  |

Legenda:

Luogo: C = Casa; T = Trasferta. Risultato: R = Rinviata; V = Vittoria; N = Pareggio; P = Sconfitta.

### Statistiche individuali
| Giocatore           | Premier League | Premier League | Premier League | Premier League | FA Cup   | FA Cup | FA Cup      | FA Cup     | EFL Cup  | EFL Cup | EFL Cup     | EFL Cup    | Europa League | Europa League | Europa League | Europa League | Totale   | Totale | Totale      | Totale     |
| Giocatore           | Presenze       | Reti           | Ammonizioni    | Espulsioni     | Presenze | Reti   | Ammonizioni | Espulsioni | Presenze | Reti    | Ammonizioni | Espulsioni | Presenze      | Reti          | Ammonizioni   | Espulsioni    | Presenze | Reti   | Ammonizioni | Espulsioni |
| ------------------- | -------------- | -------------- | -------------- | -------------- | -------- | ------ | ----------- | ---------- | -------- | ------- | ----------- | ---------- | ------------- | ------------- | ------------- | ------------- | -------- | ------ | ----------- | ---------- |
| Adrián              | 0              | 0              | 0              | 0              | 0        | 0      | 0           | 0          | 0        | 0       | 0           | 0          | 0             | 0             | 0             | 0             | 0        | 0      | 0           | 0          |
| T. Alexander-Arnold | 28             | 3              | 6              | 0              | 2        | 0      | 1           | 0          | 2        | 0       | 0           | 0          | 4             | 0             | 0             | 0             | 36       | 3      | 7           | 0          |
| Alisson             | 29             | -29            | 1              | 0              | 2        | -2     | 0           | 0          | 0        | 0       | 0           | 0          | 2             | -0            | 0             | 0             | 33       | -31    | 1           | 0          |
| S. Bajčetić         | 1              | 0              | 0              | 0              | 0        | 0      | 0           | 0          | 1        | 0       | 0           | 0          | 1             | 0             | 1             | 0             | 3        | 0      | 1           | 0          |
| O. Beck             | 1              | 0              | 0              | 0              | 0        | 0      | 0           | 0          | 0        | 0       | 0           | 0          | 0             | 0             | 0             | 0             | 1        | 0      | 0           | 0          |
| C. Bradley          | 11             | 1              | 2              | 0              | 4        | 0      | 0           | 0          | 4        | 0       | 1           | 0          | 4             | 0             | 1             | 0             | 23       | 1      | 4           | 0          |
| B. Clark            | 4              | 0              | 0              | 0              | 3        | 0      | 0           | 0          | 2        | 0       | 0           | 0          | 2             | 1             | 0             | 0             | 11       | 1      | 0           | 0          |
| L. Chambers         | 0              | 0              | 0              | 0              | 0        | 0      | 0           | 0          | 1        | 0       | 0           | 0          | 3             | 0             | 0             | 0             | 4        | 0      | 0           | 0          |
| J. Danns            | 2              | 0              | 1              | 0              | 1        | 2      | 0           | 0          | 1        | 0       | 0           | 0          | 1             | 0             | 0             | 0             | 5        | 2      | 1           | 0          |
| L. Díaz             | 37             | 8              | 3              | 0              | 3        | 1      | 0           | 0          | 4        | 1       | 0           | 0          | 7             | 3             | 0             | 0             | 51       | 13     | 3           | 0          |
| Diogo Jota          | 21             | 10             | 3              | 1              | 2        | 1      | 0           | 0          | 4        | 1       | 0           | 0          | 5             | 3             | 0             | 0             | 32       | 15     | 3           | 1          |
| B. Doak             | 1              | 0              | 0              | 0              | 0        | 0      | 0           | 0          | 1        | 0       | 0           | 0          | 3             | 0             | 0             | 0             | 5        | 0      | 0           | 0          |
| H. Elliott          | 34             | 3              | 1              | 0              | 3        | 1      | 1           | 0          | 6        | 0       | 0           | 0          | 10            | 0             | 1             | 0             | 53       | 4      | 3           | 0          |
| W. Endō             | 29             | 1              | 10             | 0              | 1        | 0      | 0           | 0          | 4        | 0       | 1           | 0          | 9             | 1             | 1             | 0             | 43       | 2      | 12          | 0          |
| C. Gakpo            | 35             | 8              | 1              | 0              | 3        | 0      | 0           | 0          | 6        | 4       | 1           | 0          | 8             | 4             | 0             | 0             | 52       | 16     | 2           | 0          |
| J. Gomez            | 32             | 0              | 4              | 0              | 4        | 0      | 1           | 0          | 5        | 0       | 1           | 0          | 10            | 0             | 0             | 0             | 51       | 0      | 6           | 0          |
| K. Gordon           | 1              | 0              | 0              | 0              | 1        | 0      | 0           | 0          | 0        | 0       | 0           | 0          | 1             | 0             | 0             | 0             | 3        | 0      | 0           | 0          |
| R. Gravenberch      | 26             | 1              | 0              | 0              | 2        | 1      | 1           | 0          | 5        | 0       | 0           | 0          | 5             | 2             | 0             | 0             | 38       | 4      | 1           | 0          |
| C. Jones            | 23             | 1              | 3              | 1              | 2        | 1      | 0           | 0          | 5        | 3       | 0           | 0          | 6             | 0             | 0             | 0             | 36       | 5      | 3           | 1          |
| C. Kelleher         | 10             | -11            | 0              | 0              | 2        | -4     | 1           | 0          | 6        | -5      | 0           | 0          | 8             | -12           | 0             | 0             | 26       | -32    | 1           | 0          |
| I. Konaté           | 22             | 0              | 6              | 1              | 3        | 0      | 0           | 0          | 5        | 0       | 1           | 0          | 7             | 0             | 1             | 0             | 37       | 0      | 8           | 1          |
| L. Koumas           | 0              | 0              | 0              | 0              | 1        | 1      | 0           | 0          | 0        | 0       | 0           | 0          | 0             | 0             | 0             | 0             | 1        | 1      | 0           | 0          |
| A. Mac Allister     | 33             | 5              | 8              | 1              | 3        | 1      | 1           | 0          | 4        | 0       | 1           | 0          | 6             | 1             | 0             | 0             | 46       | 7      | 10          | 1          |
| J. Matip            | 10             | 0              | 2              | 0              | 0        | 0      | 0           | 0          | 1        | 0       | 0           | 0          | 3             | 0             | 0             | 0             | 14       | 0      | 2           | 0          |
| J. McConnell        | 3              | 0              | 0              | 0              | 2        | 0      | 0           | 0          | 1        | 0       | 1           | 0          | 3             | 0             | 0             | 0             | 9        | 0      | 1           | 0          |
| M. Musiałowski      | 0              | 0              | 0              | 0              | 0        | 0      | 0           | 0          | 0        | 0       | 0           | 0          | 1             | 0             | 0             | 0             | 1        | 0      | 0           | 0          |
| D. Núñez            | 36             | 11             | 8              | 0              | 3        | 1      | 0           | 0          | 5        | 1       | 1           | 0          | 10            | 5             | 1             | 0             | 54       | 18     | 10          | 0          |
| T. Nyoni            | 0              | 0              | 0              | 0              | 1        | 0      | 0           | 0          | 0        | 0       | 0           | 0          | 0             | 0             | 0             | 0             | 1        | 0      | 0           | 0          |
| J. Quansah          | 16             | 2              | 1              | 0              | 4        | 0      | 0           | 0          | 5        | 0       | 0           | 0          | 7             | 1             | 1             | 0             | 32       | 3      | 2           | 0          |
| A. Robertson        | 23             | 3              | 2              | 0              | 2        | 0      | 0           | 0          | 1        | 0       | 0           | 0          | 4             | 0             | 0             | 0             | 30       | 3      | 2           | 0          |
| M. Salah            | 32             | 18             | 2              | 0              | 1        | 1      | 0           | 0          | 2        | 1       | 0           | 0          | 9             | 5             | 0             | 0             | 44       | 25     | 2           | 0          |
| C. Scanlon          | 0              | 0              | 0              | 0              | 0        | 0      | 0           | 0          | 0        | 0       | 0           | 0          | 2             | 0             | 1             | 0             | 2        | 0      | 1           | 0          |
| D. Szoboszlai       | 33             | 3              | 1              | 0              | 2        | 0      | 0           | 0          | 3        | 2       | 0           | 0          | 7             | 2             | 0             | 0             | 45       | 7      | 1           | 0          |
| Thiago Alcántara    | 1              | 0              | 0              | 0              | 0        | 0      | 0           | 0          | 0        | 0       | 0           | 0          | 0             | 0             | 0             | 0             | 1        | 0      | 0           | 0          |
| K. Tsimikas         | 13             | 0              | 0              | 0              | 2        | 0      | 0           | 0          | 4        | 0       | 0           | 0          | 6             | 0             | 0             | 0             | 25       | 0      | 0           | 0          |
| V. Van Dijk         | 36             | 2              | 3              | 1              | 3        | 1      | 0           | 0          | 4        | 1       | 0           | 0          | 5             | 0             | 0             | 0             | 48       | 4      | 3           | 1          |